# Hervin Ongenda
Hervin Scicchitano Ongenda (Paris, 24 de junho de 1995) é um futebolista francês que atua como atacante. Atualmente está sem clube.

## Carreira
No dia 6 de janeiro de 2013, Ongenda fez sua estréia como profissional, em uma partida pela rodada de número 32 da Copa da França, contra o Arras Football, substituindo Ezequiel Lavezzi.

## Títulos
Paris Saint-Germain
- Ligue 1: 2013–14, 2015-16
- Supercopa da França: 2013, 2014